# Pallacanestro agli VIII Giochi asiatici
La pallacanestro ai Giochi asiatici 1978 si è svolta dal 9 al 3 dicembre a Bangkok, in Thailandia. Nella disciplina della pallacanestro sono stati effettuati due tornei, quello maschile e quello femminile, che hanno visto coinvolte 14 nazioni.

## Medagliere
| Posiz. | Nazione        | Oro | Argento | Bronzo | Totale |
| ------ | -------------- | --- | ------- | ------ | ------ |
| 1      | Cina           | 1   | 1       | 0      | 2      |
| 1      | Corea del Sud  | 1   | 1       | 0      | 2      |
| 3      | Corea del Nord | 0   | 0       | 1      | 1      |
| 3      | Giappone       | 0   | 0       | 1      | 1      |
| Totale | Totale         | 2   | 2       | 2      | 6      |

## Classifiche finali

### Maschile
| Pos.    | Squadra        | Formazione |
| ------- | -------------- | --- |
| Oro     | Cina           | CinaChen, He, Huang, Kuang, Liu, Mu, Wang D., Wang Z., Xing, Zhang M., Zhang W., All. -                              |
| Argento | Corea del Sud  | Corea del SudChoe, Ha, Hwang, Jo, Kim D., Kim H., Lee C., Lee M., Lee S., Park I., Park S., Sin, All. Lee Gyeong-jae |
| Bronzo  | Corea del Nord | Corea del NordAn, Ja, Jo, Kim J., Kim Mu., Kim My., O H., O T., Ri E., Ri G., Ri J., So, All. -                      |
| 4.      | Giappone       | |
| 5.      | Filippine      | |
| 6.      | Thailandia     | |
| 7.      | Malaysia       | |
| 8.      | Pakistan       | |
| 9.      | Iraq           | |
| 10.     | Kuwait         | |
| 11.     | Hong Kong      | |
| 12.     | Arabia Saudita | |
| 13.     | Bahrein        | |
| 14.     | Qatar          | |

### Femminile
| Pos.    | Squadra       | Formazione |
| ------- | ------------- | --- |
| Oro     | Corea del Sud | Corea del SudChoe, Chun, Hong H., Hong Y., Jeong H., Jeong M., Jo E., Jo Y., Kang, Lee, Park, Song, All. Jeong Ju-hyeon     |
| Argento | Cina          | CinaFan G., Fan H., Jiao, Luo, Peng, Song, Sun, Yu, Zhang L., Zhang M., Zhao, All. -                                        |
| Bronzo  | Giappone      | GiapponeAmano, Araki, Fukui, Hashizume, Itani, Iwasaki, Nakagawa, C. Satō, K. Satō, Shibukawa, K. Suzuki, N. Suzuki, All. - |
| 4.      | Thailandia    | |
| 5.      | Malaysia      | |